# Apamea plumbealis
Apamea plumbealis là một loài bướm đêm trong họ Noctuidae.